# Mihrimah Sultan (figlia di Murad III)
Mihrimah Sultan (turco ottomano: مهرماه سلطان, lett. "sole e luna" o "luce della luna"; Costantinopoli, 1578 ca. – Costantinopoli, dopo il 1625) è stata una principessa ottomana, figlia del sultano Murad III (regno 1574-1595) e, probabilmente, di Safiye Sultan, e quindi sorella o sorellastra del sultano Mehmed III (regno 1595-1603) dell'Impero ottomano.

## Biografia
La data di nascita e l'identità della madre di Mihrimah sono controversi. 
Si ritiene che Mihrimah sia nata intorno al 1578, poco dopo la morte di Mihrimah Sultan, zia di suo padre, in onore della quale sarebbe stata chiamata. In questo caso sua madre sarebbe Safiye Sultan, favorita e Haseki Sultan di Murad III, dal momento che si ritiene che Safiye e Murad ebbero una relazione monogama almeno fino al 1580/1581. Questa teoria è supportata dai registri dell'harem, che indicano Mihrimah come una delle maggiori delle numerose figlie di Murad (morto nel 1595), il che pone la sua nascita a prima del 1580.
Se era figlia di Safiye, dovette seguire con le sue sorelle sua madre in esilio a Palazzo Vecchio, dove venne mandata fra il 1580 e il 1582, quando perse il favore di Murad a causa della suocera Nurbanu Sultan e della cognata Ismihan Sultan. L'esilio venne revocato dopo il 1583 e Mihrimah poté rientrare a corte a Palazzo Topkapi. 

### Matrimoni
Mihrimah si sposò almeno tre volte. Nel 1594 sposò Elvendzade Ali Pasha, governatore di Bagdad, che morì in battaglia nel 1599. Sposò Mihrahur Ahmed Pascià nel 1600. Ahmed Pascià fu governatore della Rumelia e poi di Damasco.
Dopo la morte di Ahmed Pascià nel 1618, sposò Çerkes Mehmed Ali Pascià. Mehmed Ali Pascià prese il posto di governatore di Damasco nel 1618, quindi si può ipotizzare che probabilmente si sposò con lui nello stesso anno della morte del marito. Durante il regno di Murad IV Mehmed Pascià divenne Gran visir il 3 aprile 1624, finché non morì a Tokat il 28 gennaio 1625. 
Non sono noti figli nati da questi matrimoni.

### Morte
Mihrimah scompare dalle fonti dopo la sua terza vedovanza. Probabilmente morì durante il regno di Murad IV o di Ibrahim I, ma potrebbe essere vissuta fino a vedere il regno di Mehmed IV. 
Alla sua morte fu sepolta nella Türbe di Murad III, nella moschea Hagia Sofia.